# Оцеляване на най-приспособения
Оцеляване на най-приспособения е фраза, с която се представя в съкратен вид идеята за конкуренцията за оцеляване или превъзходство. Неин автор е Хърбърт Спенсър. В „Принципи на биологията“ (1864) той прави паралел на идеите си за икономиката и теорията за еволюцията на Чарлз Дарвин посредством това, което Дарвин нарича естествен отбор. Въпреки че Дарвин използва фразата „оцеляване на най-приспособения“ като синоним на „естествен подбор“ , става въпрос за метафора, а не за научно описание. . Тази метафора обикновено не се използва от съвременните биолози, които говорят почти без изключение само за „естествен отбор“.
Тълкуването на тази фраза в смисъл на „само най-приспособеният организъм ще господства“ (възглед, характерен за социалния дарвинизъм) не е съвместим с теорията за еволюцията в съвременния ѝ вид. Който и да е организъм, който е способен да се размножава, ще оцелее като вид, стига да е приспособен дотолкова, че да не изчезне, а не само „най-приспособеният“, при все някога отделни видове (или много видове) ще изчезнат/изчезвали са. По-точен изказ в духа на еволюцията би бил „оцеляване на достатъчно приспособения“, макар и тълкуваем като тафтология.